# Opisthoscelis recurva
Opisthoscelis recurva är en insektsart som beskrevs av Walter Wilson Froggatt 1929. Opisthoscelis recurva ingår i släktet Opisthoscelis och familjen filtsköldlöss. Inga underarter finns listade i Catalogue of Life.